# EMI唱片
EMI唱片（英語：EMI Records）是一家英国的唱片公司，由EMI公司作为其旗下的旗舰品牌于1972年创办，1973年1月作为Columbia Graphophone Company、Parlophone唱片公司的继任品牌推出。随后，公司在全世界范围内推广该品牌。